# LUNARIUM
『LUNARIUM』（ルナリウム）は、春奈るなの3枚目のオリジナルアルバムである。2017年6月21日にSACRA MUSICから発売された。

## 音楽性
デビューして5周年を迎えての約2年3ヶ月ぶりとなる3枚目のオリジナルアルバムの発売となった。
自身で作詞した『ステラブリーズ』(TVアニメ『冴えない彼女の育てかた♭』オープニングテーマ)、『Windia』(PS4/PS Vita『ソードアート・オンライン ―ホロウ・リアリゼーション―』主題歌)、ZAQによる作詞・作曲・編曲の『Ripple Effect』(TVアニメ『ハイスクール・フリート』エンディングテーマ)に加え、KOTOKOとのコラボレーション曲『S×W -soul world-(ソウルワールド)』(PS4/PS Vita『アクセル・ワールド VS ソードアート・オンライン 千年の黄昏』主題歌)、妄想クリスマスをコンセプトにしたミニアルバム『Dreamer』のリード曲『Sweet Fantasy』のほか、新曲を含めて全13曲（内1曲はプロローグ）が収録されている。

タイトルには，
「春奈るな”をこのアルバムで表現したいなと思っていたんです。それでアクアリウム、プラネタリウムの「RIUM（～のための場所、～に関するもの）」という言葉を使って、アルバムをひとつの水槽、シアターに見立てました。今の春奈るなが表現できるものを詰め込みたいなと。」
との思いが込められている。

## リリース
発売形態は、初回生産限定盤A（CD+Blu-ray）と初回生産限定盤B（CD+DVD）、通常盤の3形態である。
初回生産限定盤には、48ページのフォトブックと、「ステラブリーズ」、「Windia」、「Ripple Effect」、「Sweet Fantasy」のMV、ジャケットとフォトブックのメイキング映像が収録されたBlu-rayまたはDVDが付いている。

## 収録曲

### CD
1. Prologue ～LUNARIUM～ [1:12]
作曲・編曲：ツカダタカシゲ
2. ステラブリーズ [4:06]
作詞：春奈るな、作曲：杉坂天汰・ツカダタカシゲ、編曲：ツカダタカシゲ
  - テレビアニメ『冴えない彼女の育てかた♭』オープニングテーマ
3. MONSTER [4:11]
作詞・作曲・編曲：重永亮介
4. Ripple Effect [4:03]
作詞・作曲・編曲：ZAQ、ホーンアレンジ：松田彬人
  - テレビアニメ『ハイスクール・フリート』エンディングテーマ
5. 美しきセンティメント [4:52]
作詞：大塚利恵、作曲・編曲：津波幸平
6. NAKED HEART [3:49]
作詞：大塚利恵、作曲・編曲：津波幸平
7. PURPLE LOVE (Solo Version) [3:47]
作詞：大塚利恵、作曲・編曲：津波幸平
8. Sweet Fantasy [4:34]
作詞：SPIN、作曲：LUKINO・SPIN、編曲：GK
9. Fly Me to the Moon [4:11]
作詞：Saku、作曲：no_my・ニッポンコウジ・金田有紀子、編曲：Shinnosuke
10. 純真クライシス [3:28]
作詞：rino、作曲・編曲：増谷賢
11. SxW -soul world-/ KOTOKO × LUNA [4:02] 
作詞：KOTOKO、作曲：小川智之、編曲：森空青
  - PS4/PS Vita『アクセル・ワールド VS ソードアート・オンライン 千年の黄昏』主題歌
12. REASON [5:21]
作詞：大塚利恵、作曲：津波幸平、編曲：Saku
13. Windia (LUNARIUM Version) [4:34]
作詞：杉坂天汰、作曲：伊原シュウ、編曲：ツカダタカシゲ
  - PS4/PS Vita『ソードアート・オンライン -ホロウ・リアリゼーション-』主題歌

### Blu-ray / DVD（初回生産限定盤）
1. ステラブリーズ (Music Video)
2. Windia (Music Video)
3. Ripple Effect (Music Video)
4. Sweet Fantasy (Music Video)
5. The Making of "LUNARIUM" Cover Photo
6. The Making of "LUNARIUM" Photo Book

### フォトブック（初回生産限定盤）
- ハワイで撮り下ろした48ページのフォトブック